# خيري عمار
خيري عمار (6 سبتمبر 1959) هو لاعب رماية أردني. تنافس في رماية السكيت المختلطة [الإنجليزية] في دورة الألعاب الأولمبية الصيفية عام 1984.